# Dying Is Easy
Dying Is Easy er solo debutalbummet fra den danske musik Jesper Binzer, der er kendt som forsanger i det danske rockband D-A-D. Albummet udkom d. 3. november 2017.
Binzer skrev albummet på et års tid mens D-A-D holdt kreativ pause.

## Spor
1. "The Future Is Now" - 3:47
2. "Dying Is Easy (Rock'n'Roll Is Hard)" - 4:21
3. "Rock On Rock On Rock" - 3:41
4. "Planet Blue" - 4:47
5. "Saint Fantasia" - 4:22
6. "The Bumpy Road" - 3:26
7. "Tell Myself To Be Kind" - 4:48
8. "Real Love" - 4:07" -
9. "The Space She's In	4:13
10. "I See It In You" - 3:49
11. "Wild Child" (bonustrack) - 6:06